# Strafvollzugsanstalten Silivri

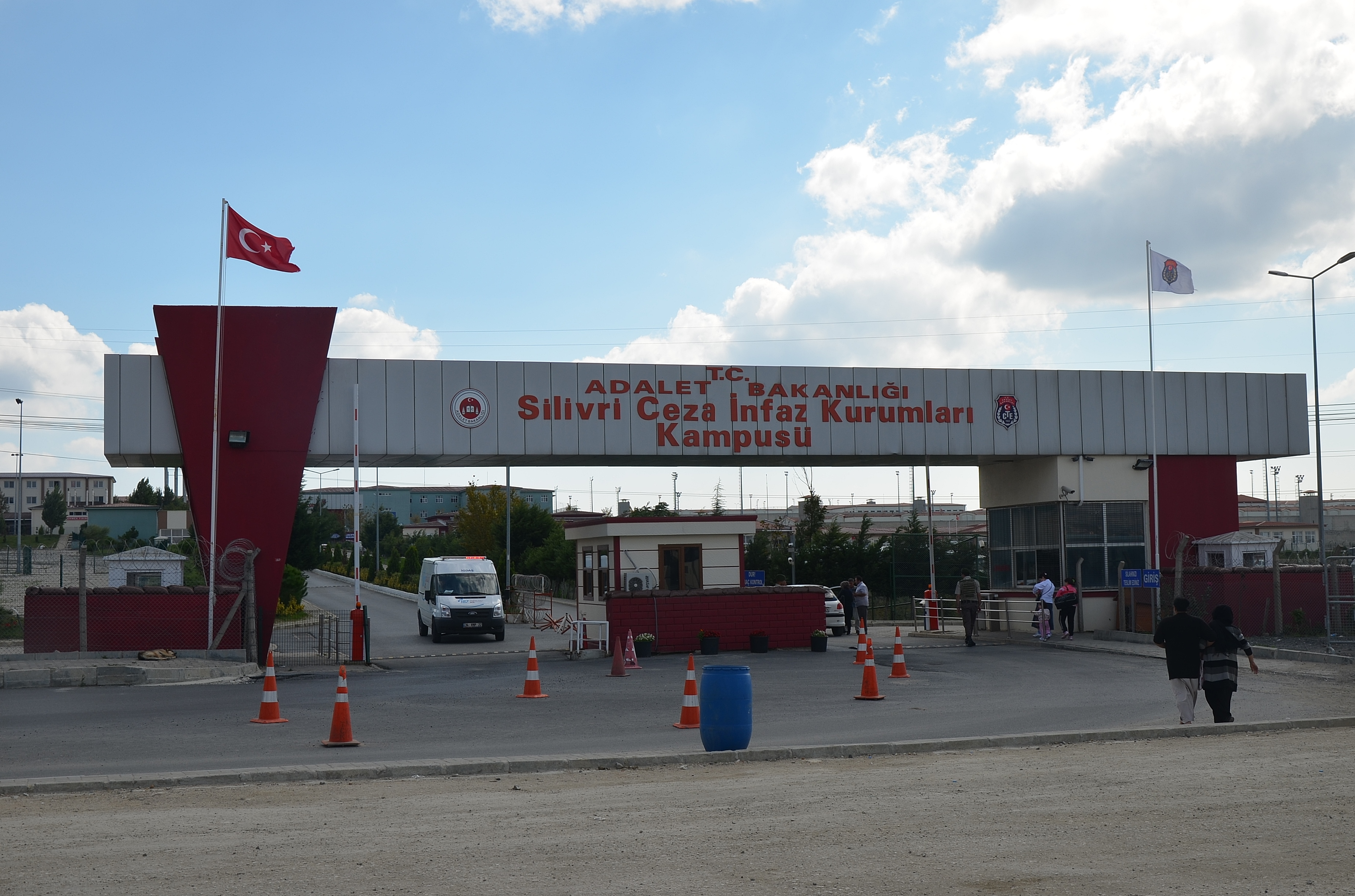
Zufahrt zur Haftanstalt Silivri

Die Strafvollzugsanstalten Silivri (türkisch Silivri Ceza İnfaz Kurumları) sind ein Gefängniskomplex im europäischen Teil der Türkei, 70 Kilometer westlich von Istanbul im Distrikt Silivri. Mit über 10.000 Plätzen gilt die Anlage seit ihrer Eröffnung 2008 als größtes Gefängnis in Europa. Sie wurde auch wegen vieler prominenter Insassen bekannt.

## Planung und Bau
Das zuvor größte Gefängnis Istanbuls im Stadtteil Bayrampaşa wurde in einem zunächst nur dünn besiedelten Gebiet errichtet und nahm 1969 seinen Betrieb auf. Weil die schnell wachsende Stadt die Anlage umschloss, wurde ein neuer Standort gesucht. Die Umgebung musste leicht kontrollierbar sein, zudem sollte die neue Haftanstalt veraltete und beengte Einrichtungen wie die in Bayrampaşa ersetzen.
Der Komplex wurde von 2005 bis 2008 auf einer ursprünglich etwa 96 Hektar großen Fläche im Bezirk Silivri am westlichen Rand der Provinz Istanbul errichtet. Das Kampüs („Campus“) genannte Gelände liegt an der Europastraße 84 etwa einen Kilometer vom Marmarameer entfernt. Die Baukosten beliefen sich nach Presseberichten auf etwa 100 Millionen Lira, damals rund 50 Millionen Euro. Die Anlage aus acht geschlossenen und einer offenen Vollzugsanstalt wurde 2014/15 um eine weitere geschlossene Anstalt auf 104 Hektar erweitert.

## Beschreibung
Der Gefängniskomplex besteht aus acht geschlossenen Typ-L-Strafvollzugsanstalten, einer nicht typisierten geschlossenen und einer offenen Strafvollzugsanstalt. Die Geschlossenen Typ-L-Strafvollzugsanstalten Silivri № 7 und 8 haben jeweils einen Hochsicherheitsbereich mit 38 Einzelhafträumen. Auf dem Gelände befinden sich außer den Vollzugsanstalten unter anderem mehrere Gerichtssäle und ein Krankenhaus. Für Mitarbeiter und deren Familien stehen auf dem nördlichen Geländeteil unter anderem 500 Dienstwohnungen, ein Gesundheitszentrum, eine Grund- und Mittelschule sowie eine Moschee zur Verfügung. Auf dem östlichen Teil ist auf einer Fläche von 7.000 m² eine Photovoltaikanlage mit 1.340 Solarmodulen installiert.
Zum 13. Februar 2014 befanden sich 10.452 Gefangene, darunter 2.367 Untersuchungshäftlinge und 1.541 Personen in Rechtsmittelhaft, im geschlossenen und weitere 512 Gefangene im offenen Vollzug; die Personalstärke betrug 2.488 Mitarbeiter.
Can Dündar beschreibt den Komplex als „ein Internierungslager, um Erdoğan-Gegner zusammenzufassen“. Für die Gefangenen ist der Kontakt zu Angehörigen und Anwälten nur sehr eingeschränkt möglich.
Während seiner Haftzeit zeichnete Deniz Yücel einen detailgenauen Plan seiner Einzelzelle, den die Welt in ihrer Ausgabe vom 9. Dezember 2017 im Maßstab 1:1 auf der Rückseite der kompletten Zeitungsausgabe veröffentlichte.

## Bekannte Häftlinge
Unter den Gefangenen befinden sich auch viele Regierungskritiker und über hundert Journalisten, darunter:
- Ahmet Altan (* 1950), Schriftsteller und Chefredakteur der Zeitung Taraf[12][14], inhaftiert seit September 2016[15]
- Eren Erdem, Journalist und vormaliger Abgeordneter der CHP, inhaftiert seit Juni 2018[16][17]
- Osman Kavala (* 1957), Unternehmer, Mäzen und Menschenrechtsaktivist, inhaftiert seit Oktober 2017[18]
- Mümtazer Türköne, Politikwissenschaftler und Kolumnist der Zeitung Zaman, inhaftiert seit August 2016[19]
- Ümit Özdağ (* 1961), türkischer Politiker, Vorsitzender der Zafer Partisi, Professor und Schriftsteller, inhaftiert seit 21. Januar 2025[20]

Ehemalige Gefangene:
- Şahin Alpay (* 1944), Politikwissenschaftler und Publizist, inhaftiert von Juli 2017 bis Juni 2018[21]
- Mehmet Altan (* 1953), Dozent für Volkswirtschaft und Kolumnist[12][14], inhaftiert von September 2016 – Juni 2018[22]
- Akın Atalay, Rechtsanwalt und Herausgeber der Tageszeitung Cumhuriyet, inhaftiert von November 2016 bis April 2018[23]
- Mustafa Balbay (* 1960), Journalist (Cumhuriyet) und Politiker (CHP), inhaftiert von März 2009 bis Dezember 2013[24]
- İlker Başbuğ (* 1943), ehemaliger Generalstabschef der Türkischen Armee, inhaftiert von Januar 2012 bis März 2014[25]
- Meral Danış Beştaş (* 1967), Abgeordnete der HDP, inhaftiert von Januar bis April 2017[26][27]
- Ayhan Bilgen, Menschenrechtsaktivist, Abgeordneter und Sprecher der HDP, inhaftiert von Januar bis September 2017[26][28]
- Suat Çorlu, Journalist und Ehemann von Meşale Tolu, inhaftiert von April bis November 2017[29]
- Can Dündar (* 1961), Journalist, inhaftiert von November 2015 bis Februar 2016[30][31][32]
- Erdem Gül (* 1967), Journalist der Zeitung Cumhuriyet, inhaftiert von November 2015 bis Februar 2016[30][31][32]
- Musa Kart (* 1954), Karikaturist, inhaftiert von November 2016 bis Juli 2017[33]
- Hüseyin Avni Mutlu (* 1956), vormaliger Gouverneur (Vali) der Provinz Istanbul, inhaftiert von August 2016 bis Februar 2018[34]
- Doğu Perinçek (* 1942), Vorsitzender der Vaterlandspartei und Publizist, inhaftiert von März 2008 bis März 2014[35]
- Tunca Öğreten, Journalist (Diken), inhaftiert von Januar bis Dezember 2017[36]
- Tuncay Özkan (* 1966), Journalist und Politiker (CHP), inhaftiert von September 2008 bis März 2014[37]
- Murat Sabuncu, Chefredakteur der Zeitung Cumhuriyet, inhaftiert von November 2016 bis März 2018[38]
- Nedim Şener (* 1966), Journalist (Posta), inhaftiert von März 2011 bis März 2012[39]
- Ahmet Şık (* 1970), Investigativjournalist (Cumhuriyet)[14][40], inhaftiert von März 2011 bis März 2012[39] sowie von Dezember 2016 bis 2018[38]
- Peter Steudtner (* 1971), deutscher Menschenrechtsaktivist, inhaftiert von Juli bis Oktober 2017[41]
- Soner Yalçın (* 1966), Journalist (Oda TV, Hürriyet), inhaftiert von Februar 2011 bis Dezember 2012[42]
- Deniz Yücel (* 1973), Journalist (Welt), inhaftiert von Februar 2017 bis Februar 2018[43]